# Idéal du Moi - Moi idéal
L’Idéal du Moi (allemand : Ichideal) désigne les valeurs qu’il considère “positives” auxquelles aspire le sujet. Il désigne un élément du narcissisme (Freud 1914) et de la seconde topique freudienne. Le Moi idéal (allemand : Idealich) désigne l’idéal de toute-puissance infantile du narcissisme primaire.

## Idéal du Moi
Freud a introduit la notion d'Idéal du Moi en même temps qu'il introduisait le concept de narcissisme en 1914, dans son essai Pour introduire le narcissisme. La notion de Surmoi, d'abord indifférenciée de l'idéal du moi et écrite « Sur-moi », s'en dégagera plus tard comme instance morale au cours de la seconde topique.

### Idéal du Moi et Moi idéal
Le Moi idéal est le lieu du fantasme héroïque, lieu dans lequel le sujet se voit accomplissant maintes merveilles.
L'idéal du moi contient les traits des futurs choix objectaux. L'idéal du moi se présente alors comme "celui que j'aimerais être", face au moi-idéal, "ce que j'ai été", sa majesté bébé.
Sigmund Freud ne distingue pas le moi idéal et l’Idéal du moi. Le moi idéal se comprend pourtant selon une formulation freudienne. C'est Hermann Nunberg l'un des premiers qui l'a désigné sous cette appellation de "moi idéal" comme instance antérieure et plus archaïque que l'Idéal du Moi. Il est corollaire d'un moi inorganisé, uni au ça. C'est ensuite Daniel Lagache qui a opposé le couple "Idéal du Moi - Moi" à celui de "Moi idéal - ça".

## Après Freud

### SelonJacques Lacan
L'Idéal du Moi se distingue nettement du Moi. Alors que l'instance moïque tient du registre imaginaire, est captation aliénante du Sujet, l'Idéal du Moi amène l'identification à un registre symbolique. L'Idéal du Moi rassemble des images, provenant du deuxième Autre qui incarne la Loi, proposant au Moi des identifications. L'Idéal du Moi est donc instance du discours. L'Idéal du Moi est lié au stade du miroir. Le moi idéal (en allemand, ideal-Ich) se rapporte au sujet se percevant comme idéalisé.

#### Textes de référence
- Sigmund Freud,
  - Pour introduire le narcissisme (1914), Paris, Payot, coll. "Petite Bibliothèque Payot", 2012;  « Pour introduire le narcissisme » in Œuvres complètes de Freud / Psychanalyse: Volume 12, 1913-1914,  éd. Presses universitaires de France, coll. « OCF.P »,  (ISBN 2130525172)
  - Psychologie des masses et analyse du moi (1921), traduction de Janine Altounian,  André Bourguignon, Pierre Cotet, Alain Rauzy,  in Œuvres complètes de Freud / Psychanalyse: Volume 16, 1921-1923,  éd. Presses universitaires de France, coll. « OCF.P », 1991, p. 1-83  (ISBN 2 13 043472 X)
  - Le Moi et le Ça, (1923), traduction de C. Baliteau, A. Bloch, J.-M. Rondeau, Oeuvres Complètes de Freud / Psychanalyse — OCF.P, tome XVI, Paris, PUF, 1991, p. 255-301,  (ISBN 2 13 043472 X)

#### Études
- Janine Chasseguet-Smirgel, « Essai sur l'Idéal du Moi. Contribution à l'étude psychanalytique de " la maladie d'idéalité " », Rapport présenté au XXXIIIe Congrès des psychanalystes de langues, dans Revue française de psychanalyse, Tome XXXVII - Sept.-Déc.1973, « XXXIIIe Congrès des psychanalystes de langues romanes L'Idéal du Moi », Presses universitaires de France, [lire en ligne].
  - La maladie d'idéalité. Essai psychanalytique sur l'idéal du moi, Paris, L'Harmattan, 2000, coll. « Émergences »,  (ISBN 2-7384-8701-7).
- Jean-Luc Donnet, Surmoi, PUF, Monographie de la Revue française de psychanalyse, 1995.  (ISBN 213045481X)
- Jean Laplanche et Jean-Bertrand Pontalis, Vocabulaire de la psychanalyse, Ed.: Presses universitaires de France, Coll.: Quadrige Dicos Poche, 2007,  (ISBN 2130560504)